# Flugzeugkaverne

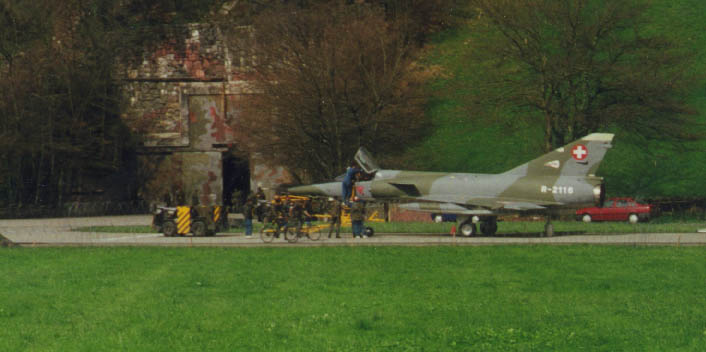
Vor dem Tor des Vorstollens steht eine Mirage IIIRS, Flugplatz Buochs

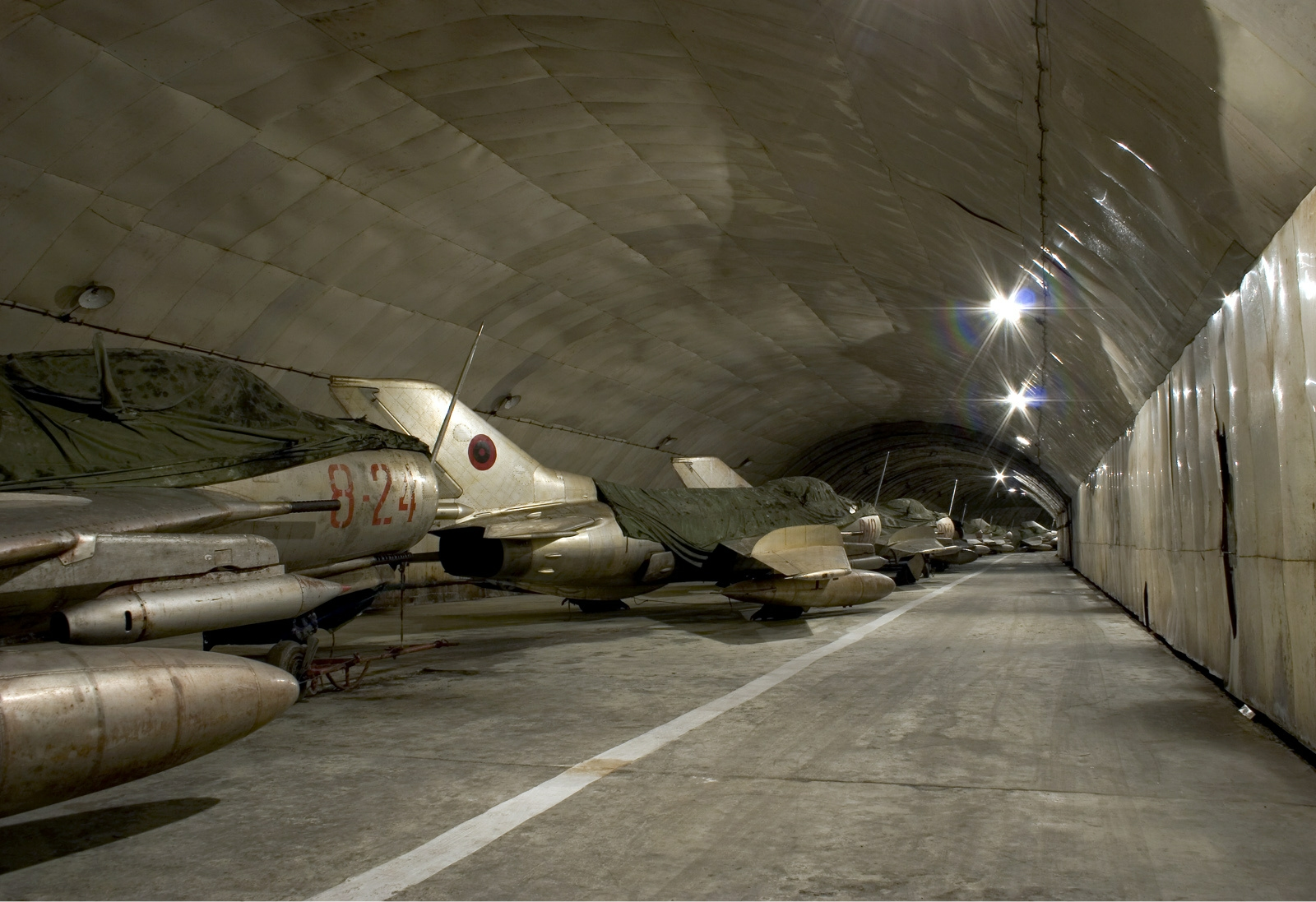
Außer Dienst gestellte Kampfflugzeuge der Albanischen Streitkräfte vom Typ Shenyang F-6 in der Flugzeugkaverne in Gjadër

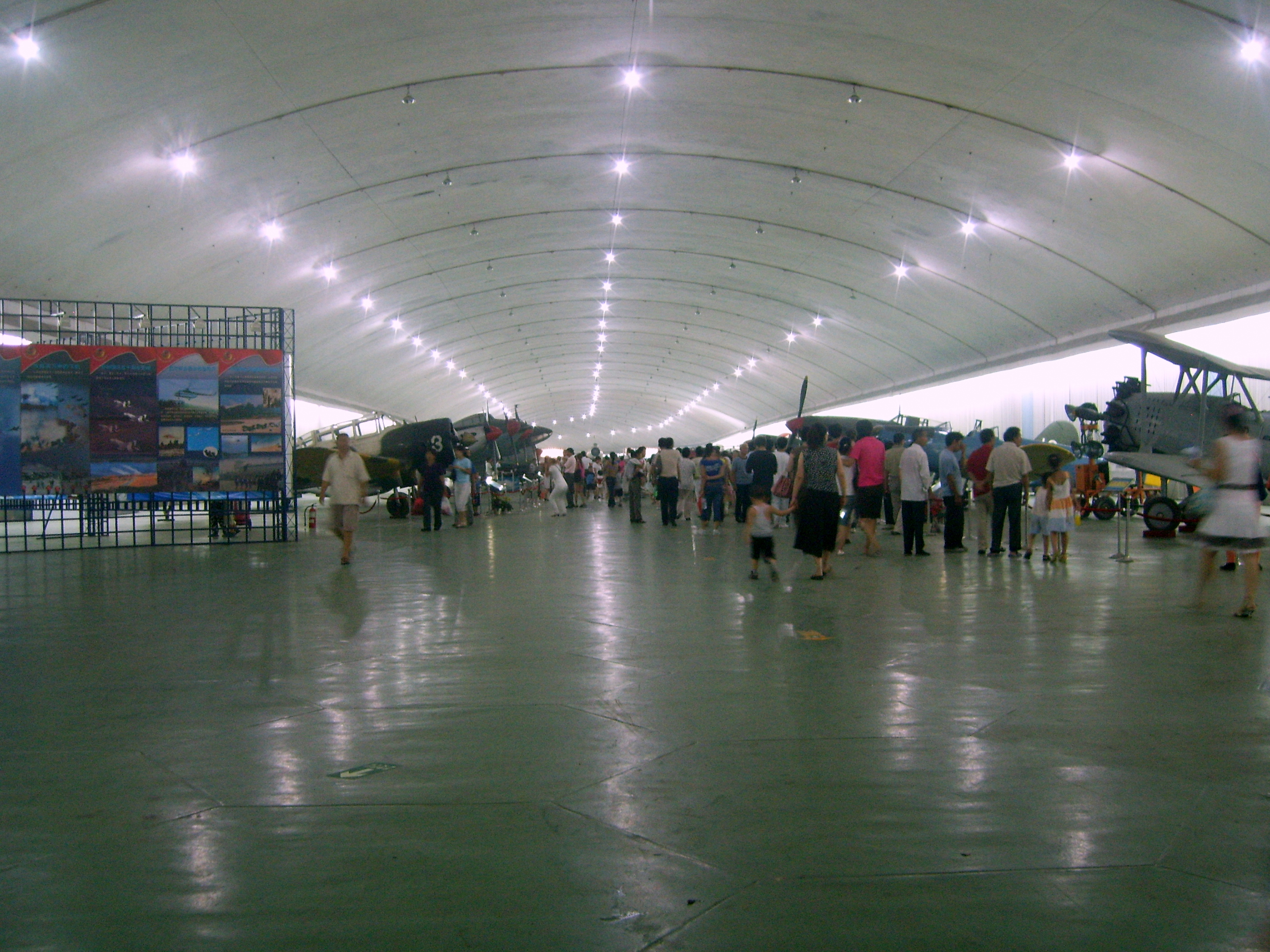
Flugzeugkaverne auf dem Militärflugplatz Shahe in China, heute Chinesisches Luftfahrtmuseum

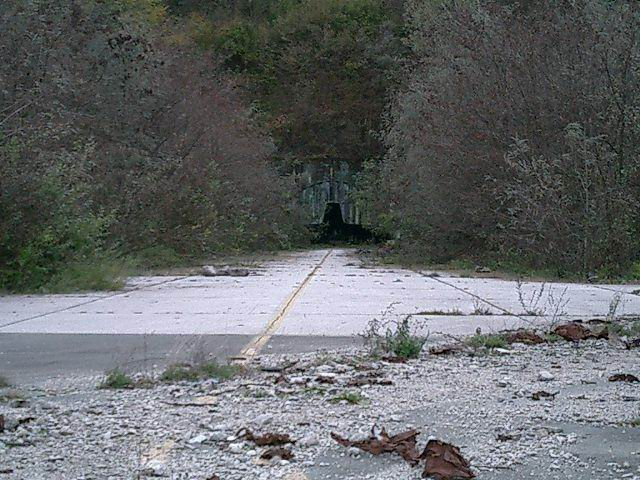
Einfahrt in die bis 1991 aktive Flugzeugkaverne Željava, Europas größte Flugzeugkaverne, die einem Atomangriff standhalten sollte

Eine Flugzeugkaverne ist ein kavernenartiger Flugzeughangar zur Unterbringung von Kampfflugzeugen, der nicht nur wie ein Hardened Aircraft Shelter durch eine bauliche Ausführung in Beton und Stahl, sondern durch die unterirdische Bauweise gegen Feindeinwirkung schützt.

## Geschichte
Während des Zweiten Weltkriegs begannen verschiedene Luftstreitkräfte (Italien, Japan, Schweden und die Schweiz) neuartige Flugzeugschutzanlagen in Betrieb zu nehmen. Nebst den ungepanzerten Flugzeughangars, welche meist noch aus Holz bestanden, und den Splitterschutzwällen, zwischen die die Flugzeuge geschoben werden konnten, begann man mit dem Bau von gehärteten Flugzeugunterständen. Diese bestanden aus einer zumindest 20 cm massiven Stahlbetonhülle und waren zu Tarnzwecken mit Gras und Bäumen überwachsen. In der Bedrohungslage des Kalten Krieges entstand eine neue Generation von Schutzbauten. Kavernen wurden im Untertagebau erstellt und mittels verwinkelter Eingänge vor dem Explosionsdruck auch von Kernwaffen geschützt.

## Infrastruktur
Die Flugzeugstollen beherbergen nebst den Hangars für Kampfflugzeuge auch noch weitere Räume, um den Flugbetrieb aufrechtzuerhalten. Dazu gehören Stromerzeugungsaggregate zur autarken Stromversorgung, für jeden Sektor eine Lüftungszentrale mit Klimaanlage (welche beim Einsatz von atomaren, biologischen oder chemischen Kampfstoffen deren Eindringen in die Anlage verhindert), Treibstoff-, Munitions- und Ersatzteillager für Reparaturen und den unabhängigen Betrieb der Kampfflugzeuge.
Ein separater Kommandostollen wurde in der Schweiz mittels gepanzerter Schleusentüren ABC-sicher erbaut. Dort befinden sich die Flugleitung, Einsatzbesprechungsräume, Sanitäts-, Küchen-, Aufenthalts- und Schlafräume für die Piloten und einen Teil der Mannschaften, Ersatzteillager, Werkstätten, Nachrichtenauswertung, und eine Kommunikationszentrale.
Schweizer Kavernen wurden derart ausgerüstet, dass sie den Flugbetrieb unter ABC-Bedrohungen einen Monat lang durchführen konnte, ohne von außen versorgt zu werden.

## Kavernenstandorte weltweit
Albanien
- Flugzeugstollen Gjadër (Lezha-Zadrima; LAGJ)
- Flugzeugstollen Kuçova (Berat; LAKV)

 Volksrepublik China
- Flugzeugstollen Anqing (An Ching)
- Flugzeugstollen Beijing Shahezhen (Datang Shan)
- Flugzeugstollen Changzing
- Flugzeugstollen Cha-su-Chi
- Flugzeugstollen Chifeng
- Flugzeugstollen Daishan
- Flugzeugstollen Dezhou (Jiugucheng)
- Flugzeugstollen Feidong
- Flugzeugstollen Fuxin
- Flugzeugstollen Guiping Mengshu Air Base (Mengxu)
- Flugzeugstollen Huairen
- Flugzeugstollen Jining (ZSJG)
- Flugzeugstollen Jingyuan (Dalachi)
- Flugzeugstollen Jinzhou Xiaolingzi (ZYJZ)
- Flugzeugstollen Jiyuan (Chi-yüan)
- Flugzeugstollen Leiyang südwest
- Flugzeugstollen Pulandian
- Flugzeugstollen Ranghe Zen
- Flugzeugstollen Rugao
- Flugzeugstollen Suzhou west
- Flugzeugstollen Taihe
- Flugzeugstollen Urumqi süd (Ürümqi)
- Flugzeugstollen Xinzhou Wutaishan (ZBXZ)
- Flugzeugstollen Xuzhou Daguozhang
- Flugzeugstollen Yantai Südwest (ZSYT)
- Flugzeugstollen Yinchuan (Xincheng)
- Flugzeugstollen Yiwi (Yiwu)
- Flugzeugstollen Yongning
- Flugzeugstollen Zhangjiakou (ZBZJ)
- Flugzeugstollen Zunhua
- Flugzeugstollen Zunyi (ZUZY)

 Finnland
- Flugzeugstollen Jyväskyla (Tikkakoski; EFJY)
- Flugzeugstollen Kuopio (Rissala; EFKU)
- Flugzeugstollen Rovaniemi (EFRO)

 Iran
- Flugzeugkaverne Oghab 44 (Adler 44) südöstlich von Taskuye

 Italien
- Flugzeugstollen Pantelleria-Margana (LICG)

 Kroatien
- Flugzeugstollen Divulje (Split; LDSP)
- Flugzeugkaverne Željava

 Bosnien und Herzegowina
- Flugzeugstollen Mostar (Rtijena; LQMO)
- Flugzeugkaverne Željava

 Montenegro
- Flugzeugstollen Sipcanik (Podgorica; LYPG)

 Norwegen
- Flugzeugkaverne Bardufoss (Finnsnes; ENDU)
- Flugzeugkaverne Flesland (Bergen; ENBR)
- Flugzeugkaverne Bodø (ENBO)

 Schweden
- Berghangar Ärna (Uppsala; ESCM)
- Berghangar Barkarby (Stockholm; ESKB)
- Bergtunnel Fällfors (Kriegsflugplatz im Norrbotten; ESUF)
- Berghangar Bråvalla (Norrköping; ESCK)
- Berghangar Säve (Göteborg; ESGP)
- Berghangar Tullinge (Flugplatz Tullinge; ESCN)

 Schweiz
- Siehe Abschnitt Flugzeugkavernen in der Schweiz

 Serbien,  Kosovo
- Flugzeugstollen Slatina (Pristina; LYPR)

 Nordkorea
- Flugzeugstollen Hoemun
- Flugzeugstollen Hwangju
- Flugzeugstollen Hyon-ni
- Flugzeugstollen Kaechon
- Flugzeugstollen Koksan
- Flugzeugstollen Kuum ni
- Flugzeugstollen Kwail
- Flugzeugstollen Puckchang
- Flugzeugstollen Pyongyang International Airport/Sunan (ZKPY)
- Flugzeugstollen Sunchon
- Flugzeugstollen Taetan
- Flugzeugstollen Toksan
- Flugzeugstollen Wosan

 Taiwan
- Flugzeugkaverne Hualien (Chiashan; RCYU)
- Flugzeugkaverne Taitung (Chihhang; RCQS)

 Vietnam
- Flugzeugstollen Noibai (VVNB)

## Flugzeugkavernen in der Schweiz
In zeitgenössischen Dokumenten heißen diese Anlagen Flugzeugstollen, Stollenanlagen, Kavernenanlagen, Felskaverne oder als Gesamtanlage Kavernenstützpunkte. In einem Bericht der Arbeitsgruppe Natur und
Denkmalschutz bei Kampf- und Führungsbauten (ADAB VBS armasuisse) von 2008 zur Erhaltungswürdigkeit der Anlagen wurde ein Militärflugplatz, bei dem die Führungseinrichtungen und die Flugzeuge in Flugzeugkavernen/Flugzeugstollen unter Fels geschützt sind, als Kavernenflugplatz bezeichnet, im Gegensatz zur Bezeichnung Feldflugplatz mit dezentralisierten Schutzbauten für Flugzeuge.
Die Flugzeugkavernen und -stollen der Schweizer Luftwaffe wurden bei in bergigem Gelände gelegenen Schweizer Reduitflugplätzen ausgebaut. Nebst Splitterschutz-Unterständen wurden während des Zweiten Weltkriegs bei einigen Kriegsflugplätzen Tunnel (sogenannte Retablierstollen) zum Abstellen der Flugzeuge während kleinerer Reparaturen in die Berge getrieben; Reparaturen waren zuvor unter Zelten durchgeführt worden. In den Tunnels gab es genug Platz, um einmotorige Jagdflugzeuge wie die Messerschmitt Bf.109E oder nach dem Krieg die P-51D „Mustang“ darin abzustellen.
Während des Kalten Kriegs wurden an sechs Standorten diese Tunnel zu Flugzeugkavernen ausgebaut. Zu Beginn des Kalten Krieges hatte Oberstdivisionär Rhiner im Jahr 1947 in einem Essay unter dem Titel "Brauchen wir eine Flugwaffe" die Frage aufgeworfen, ob angesichts von Fernwaffen und Lufttransport eine eigene Luftwaffe noch sinnvoll sei. In diesem Essay bejahte er diese Frage. Er hielt es für nötig, dass die Flugzeuge auf Flugplätzen dem Eingriff fremder Erdkämpfer durch Unterbringung in Kavernen entzogen würden. Die Kavernenanlagen wurden nur zu Dienstzeiten der zuständigen Truppen betrieben, das heißt während der rund dreiwöchigen Wiederholungskurse der Flugplatzabteilungen. Auf den sogenannten Kriegsflugplätzen bestand in der übrigen Zeit des Jahres überhaupt kein Flugbetrieb (Ambri, Raron, Turtmann), auf den anderen Plätzen war die Kaverne nicht in Betrieb (Alpnach, Buochs, Meiringen). Die einzige Anlage, die nach dem Umbau ganzjährig dem Flugbetrieb dient, ist Meiringen.
Die Flugzeugkavernen bestehen aus separaten Stollen (Die Anlage von Ambri wich davon allerdings mit einem einfacheren Ausbau ab):
- Im Stollen X (Xaver) finden 15 Flugzeuge Platz. Er ist talseitig durch ein Holz/Stahl-Verbundtor geschützt, dem in versetzter Position nach einem Vorstollen ein circa 50 cm dickes Stahlbetontor folgt. Dadurch wird eine direkte Beschussmöglichkeit ausgeschlossen. Der Flugzeugstollen ist durch einen Gang, der mit einer Halongaslöschanlage ausgerüstet ist, mit der Waffenkammer verbunden. In dieser werden Munition für die Sturmgewehre, Munition für Bordkanonen, Sprengbomben, Raketen, Lenkwaffen sowie Täuschkörperpatronen (Düppel- und Leuchtfackel) nebst diversen Sprengbolzen für Schleudersitze und Waffenaufhängungen gelagert.
- An den mittigen Kommandostollen grenzt ein zweiter
- Flugzeugstollen Y (Yvonne). Er ist baugleich dem Stollen X und fasst ebenfalls 15 Flugzeuge.
- Hinter den Stollen befinden sich die Treibstofftanks.

Die Flugzeuge werden in den Stollen mittels Krananlagen an die richtige Position gebracht.

### Standorte
- Militärflugplatz Alpnach (LSMA)
- Flugplatz Ambrì (LSPM)
- Flugplatz Buochs (LSMU)
- Militärflugplatz Meiringen (LSMM)

Die Kaverne Meiringen wurde für 120 Millionen Schweizer Franken an die F/A-18 angepasst. Es wurde zusätzlich der Stollen Z gebohrt, welcher im Gegensatz zu den anderen Stollen über keine Kräne an der Decke verfügt. Die Stollen Y und Z sind mit Quergängen verbunden, in welchen zusammen mit in den Stollen integrierten Nischen zehn bis zwölf F/A-18 abgestellt werden können. Die beiden Vorstollen für Y und Z sind ebenfalls vor den Panzertoren mit einer Querverbindung für die Flugzeuge durchfahrbar. Zudem unterscheidet sich die Kaverne in Meiringen noch durch ihren eigenen Zugang zum Munitionsstollen in der Nähe des Stollen X. Ursprünglich wurde dieser Stollen für die A-7G Corsair II gebaut.
- Flugplatz Raron (LSTA)
- Flugplatz Saanen (LSGK) (nur Retablierstollen)
- Flugplatz St. Stephan (LSTS) (nur Retablierstollen)
- Militärflugplatz Turtmann (LSMJ)

Mit der Armeereform XXI wurden die Kavernen in Alpnach, Ambrì, Raron und Turtmann geschlossen. Buochs wurde zur Reservebasis bestimmt, die inaktiv ist, aber jederzeit wieder betrieben werden kann. Meiringen ist der einzige noch benutzte Kavernenflugplatz. Die Flugzeugkaverne des Flugplatzes Turtmann gilt als beispielhaft im Originalzustand erhalten.

### Eingesetzte Flugzeugtypen
Grundsätzlich wurden aus dem Stollen Kampfflugzeuge eingesetzt.
- De Havilland DH.100 „Vampire“
- De Havilland DH.112 „Venom“
- Hawker „Hunter“ F.Mk.58
- Dassault Mirage IIIS / RS
- Northrop F-5E „Tiger II“
- McDonnell Douglas F/A-18C/D „Hornet“ (nur ab Meiringen)

Getestet in Kavernen, aber nicht beschafft
- Dassault Milan
- A-7G „Corsair II“

Nach dem Ende ihrer Funktion dienten die Stollenanlagen der Einlagerung von Armeematerial, so der BAe Hawk in Buochs, der Alouette III in Alpnach oder überzähliger Schützenpanzer in Raron.

### Flugzeugbunker

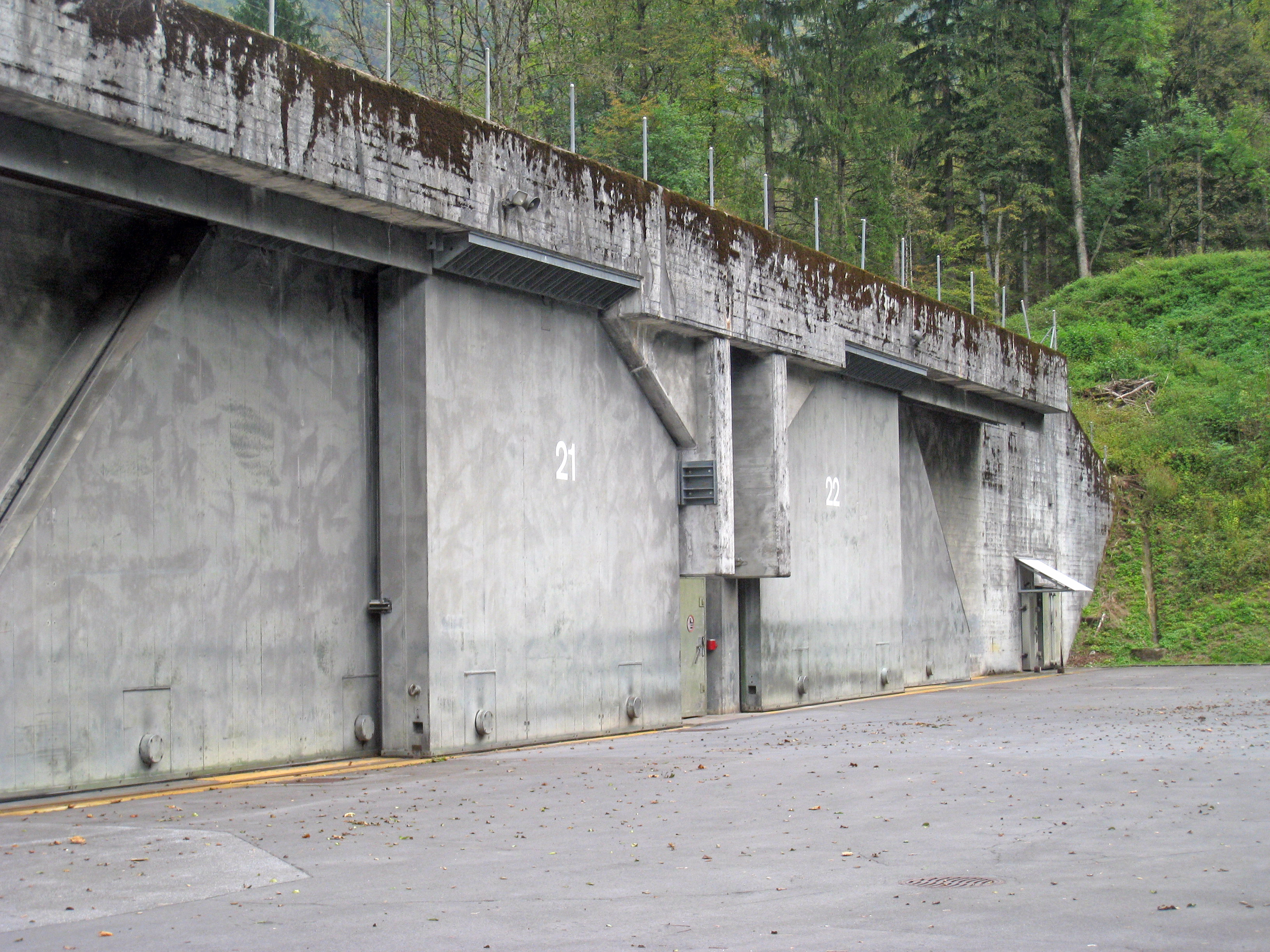
Doppelunterstand Typ U-80 in Mollis. Der Unterstand ist nicht in den Fels hinein gebaut, sondern davor.

Auf Anordnung des Armeekommandos aus dem Jahr 1942 waren auf den Flugplätzen insgesamt 152 betonierte Bogenunterstände vom Typ U-43 gebaut worden. Darin passten ein bis zwei Flugzeuge, auch noch solche vom Typ D.H.100 „Vampire“, bei den nach vorne offenen Unterständen handelte sich jedoch mehr um einen Splitterschutz.
Die neueren Unterstände wurden ab 1968 als Flugzeugbunker ausgeführt (Typ U-43/68) und wurden beim Typ U-80 vergrößert und paarweise zusammengebaut – oft zur besseren Nutzung der Rollwege mit einem weiteren Unterstand in unmittelbarer Nähe und bei Gebirgsflugplätzen das Gelände ausnutzend. Beide Kammern beherbergen neben den zwei bis vier Flugzeugen auch noch Mannschaftsräume, einen Dieselgenerator, ein Ersatzteillager oder eine Küche. Die Mannschaftsräume sind dank Schleusen ABC-sicher. Die ans Gelände angelehnten Flugzeugunterstände, zum Beispiel beim Flugplatz Mollis oder St. Stephan, sind keine Kavernen, auch wenn sie umgangssprachlich so bezeichnet werden. Sie entsprachen aber auch nicht ausländischen Hardened Shelters, da darin nie Triebwerke gestartet wurden. In Mollis und auf dem Militärflugplatz Ulrichen wurden auch Helikopter in den Unterständen untergebracht, bei den Super Puma wurden dabei ein Teil der Rotorgelenke ausgehängt, damit sie nicht zu hoch hingen.

### Mythos
In einem eingeschobenen Nebensatz („- eventuell mit Startbahnen aus dem Berg heraus -“) skizzierte Oberstdivisionär Rhiner 1947 einen Gedanken, mehr als nur die Standplätze eines Flugplatzes in den Berg zu verlegen. Dieselbe Idee von startenden Flugzeugen aus dem Berg wurde später eine Urban Legend und wird als solche im Jubiläumsbuch der Schweizer Luftwaffe als wörtlich „Märchengeschichte“ erwähnt.